# アルチル・ゴゲリア
アルチル・グリゴリス・ゼ・ゴゲリア（グルジア語: არჩილ გრიგოლის ძე გოგელია、グルジア語ラテン翻字: Archil Grigolis dze Gogelia、1941年12月10日 – ）は、ジョージアのフェンシング選手、ジャーナリスト、政治家。フェンシング競技USSRスポーツマスター、ジョージア名誉ジャーナリスト（1981年）。

## 生い立ち
1941年にトビリシで誕生。1961年にジョージア体育大学スポーツ文化学部を卒業。1967年にトビリシ国立大学文学部ジョージア文学科を卒業。

## ジャーナリスト経歴
新聞『レロ』編集記者（1964年–1975年）、グルジアSSR閣僚評議会テレビ・ラジオ放送委員会スポーツ記者（1969年）を経て、新聞『レロ』学生青少年局長（1975年）、雑誌『学校と生活』編集長（1975年–1977年、1979年–1984年）、雑誌『マネジメント』編集者（1977年–1979年）、新聞『レロ』編集長（1984年–1985年）、新聞『コミュニスト』第一副編集長（1985年）、新聞『トビリシ』編集長（1985年–1989年）を経験。1991年に独立系の社会政治紙『ドロニ』を立ち上げ、1992年に編集長を務めた。またジョージア国家テレビ・ラジオ放送委員会会長（1989年–1999年）、ジョージア印刷情報局長（1992年）、ジョージア記者連盟会長（1992年–1999年）を歴任。

## フェンシング経歴
ゴゲリアはグルジアSSR選手権で優勝。またUSSR選手権で銀メダルおよび銅メダルを獲得。ソ連スポーツ選手権優勝。USSR杯準優勝。ジョージアフェンシング連盟会長（2004年–2016年）、会長相談役（2016年–）を歴任。

## 政治経歴
1999年にジョージア市民同盟から国会議員に当選、2004年まで議員を務めた。

## 著書
- 『銃士たち』(მუშკეტერები)（1974年）
- 『このスポーツ人生』(ასეთია სპორტული ცხოვრება)（1986年）